# Loekie Metz

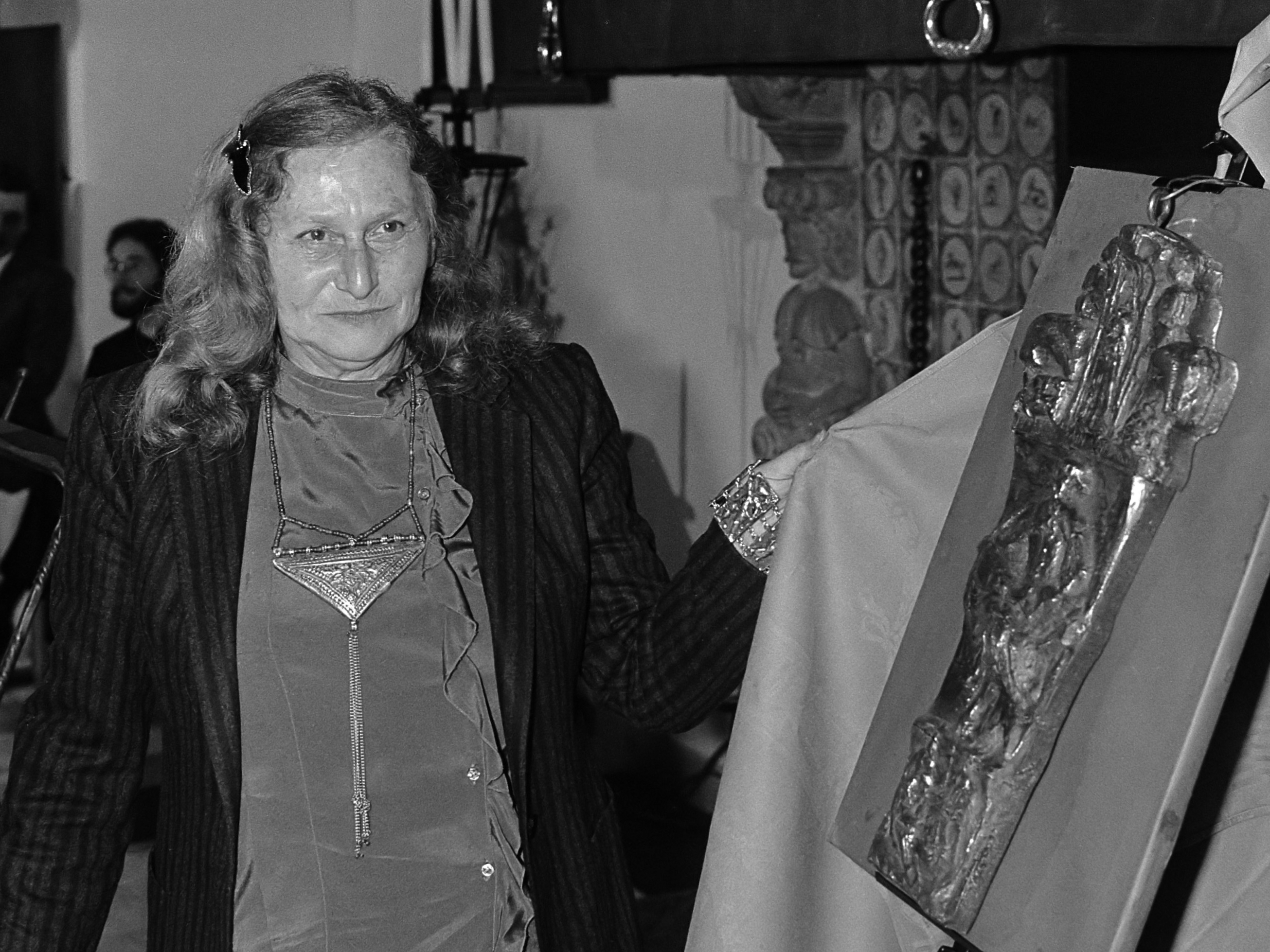
Loekie Metz, 1981

Louise Estella Julia „Loekie“ Metz (* 3. Juni 1918 in Amsterdam; † 29. Dezember 2004 in Rotterdam) war eine niederländische Bildhauerin und Medailleurin.

## Leben
Loekie Metz war die Tochter des an der Nationalen Versicherungsbank tätigen Beamten Tobias Philip Metz (1873–1942) und von Sara Zeckendorf (1883–1942). Sie wuchs als Einzelkind in einer wohlhabenden jüdischen Familie in der Stadhoudserskade 105 in Amsterdam auf, eine ältere Schwester war vor ihrer Geburt gestorben. Ihre Mutter hatte aus einer früheren Ehe drei Söhne, aber da sie nach der Scheidung keinen Kontakt zu ihnen haben durfte, kannte Loekie Metz diese Halbbrüder wahrscheinlich nicht. Als Kind lernte sie Klavier spielen und gewann zwischen 1926 und 1928 bei Malwettbewerben mindestens vier Preise. Sie besuchte drei Jahren die Hogereburgerschool und im Anschluss ab 1934 das Instituut voor Kunstnijverheidsonderwijs, den Vorläufer der Gerrit Rietveld Academie, bei Barend Jordens und absolvierte eine pädagogische Ausbildung an der Amsterdamer Rijksnormaalschool voor Teekenonderwijzers. Nach Erhalt der Lehrbefähigung („LO-Zertifikat“) belegte sie nach einer Aufnahmeprüfung Bildhauerkurse an der Rijksakademie van beeldende kunsten Amsterdam, unter anderem bei Jan Bronner. Allerdings übersprang sie das zweite Jahr, währenddessen sie mit ihren Eltern für ein Jahr in Den Haag lebte, eine Studienreise nach Italien machte und Unterricht an der Kunstakademie in Brüssel nahm. 1939 kehrte Loekie Metz an die Rijksakademie zurück und wohnte bei den Eltern in Haarlem.
Aufgrund der Repressalien zu Beginn des Holocaust in den Niederlanden musste Loekie Metz als niederländische Jüdin 1942 die Akademie verlassen. Als die Familie 1942 aufgefordert wurde, sich auf der Polizeiwache zu melden, leisteten nur die Eltern dem Folge. Loekie Metz Vater und ihre Mutter wurden in das KZ Auschwitz deportiert und dort am 31. August 1942 ermordet. Sie selbst konnte untertauchen und überlebte bis zum Kriegsende in verschiedenen Verstecken, zunächst 1942 bei der Familie von Kees Boeke in Bilthoven und ab 1943 in der Oudegracht in Utrecht bei ihrem Kommilitonen und Verlobten Jan van Luyn (1916–1995), den sie am 22. Mai 1946 heiratete. Mit ihrem Ehemann lebte Loekie Metz in der Oudegracht und teilte sich mit ihm ein Atelier in der Herenstraat. Sie beteiligte sich an Ausstellungen und nahm Aufträge für Reliefs, Grabmonumente, Skulpturen und Münzentwürfe an.
Um 1948/49 reiste Loekie Metz nach Paris. Nachdem sie einen Auftrag der staatlichen französischen Münzprägeanstalt Monnaie de Paris erhalten hatte, entschied sie, dort zu bleiben. Weitere Aufträge für die Monnaie folgten. Sie wohnte und arbeitete zunächst in einem Hotel in der Rue du Bac, bis sie ein Zimmer im Haus Collège Néerlandais - Fondation Juliana in der internationalen Studentensiedlung Cité Internationale Universitaire de Paris beziehen konnte. 1951 wurde ihre Ehe mit Jan van Luyn, der weiterhin in Utrecht lebte, offiziell geschieden. Mit Hilfe der von ihren Eltern hinterlegten Wertpapiere kaufte sie 1952 ein kleines Haus mit Atelier im Pariser Vorort Gentilly, wo sie arbeitete und an einer nahe gelegenen Volkshochschule unterrichtete. Aus der Beziehung mit einem Mann aus Guadeloupe stammt ihr 1952 geborene Sohn Serge. Sie nahm weiterhin an Ausstellungen teil und fertigte Münzen als Auftragsarbeit, auch in den Niederlanden, die sie regelmäßig besuchte. Dort hielt sie sich oft bei dem Bildhauer und Medailleur Piet Esser und seiner Frau in Amsterdam auf.
1957 kehrte Loekie Metz in die Niederlande zurück. Sie ließ sich in Rotterdam-IJsselmonde nieder und arbeitete in einem Atelier, das sich in einem Nebengebäude des ehemaligen Wasserturms befand. Sie behielt ihr Zuhause in Gentilly und pflegte weiterhin ihre Kontakte in Paris. In den Folgejahren beteiligte sie sich an Ausstellungen in Frankreich und den Niederlanden und erhielt Aufträge aus beiden Ländern. Loekie Metz galt als eigenwillige Künstlerin. So wurde sie von einigen Verbänden ausgeschlossen, nachdem sie aus Protest gegen Richtlinien, mit denen sie nicht einverstanden war, die Zahlung ihrer Mitgliedsbeiträge verweigerte. Zwischen 1985 und 1986 führte sie einen Schadensersatzprozess, weil sie wegen der Verbreiterung der Van-Brienenoord-Brücke ihr Atelier in Rotterdam aufgeben musste. 1988 zog sie nach Wassenaar, wo sie bis ins hohe Alter arbeitete. Louise Metz starb Ende 2004 und wurde auf dem Allgemeinen Friedhof Hofwijk in Rotterdam beigesetzt.

## Künstlerisches Schaffen
Loekie Metz arbeitete mit Bronze, Silber und Holz. Meist modellierte sie ihre Arbeiten in Ton oder Wachs und führte sie danach in Bronze oder bei den Medaillen und Münzen, in Silber aus. Ihr Werk war beeinflusst durch Antoine Bourdelle. Sie schuf Reliefs, Mosaike, Kriegsdenkmäler und Skulpturen und fertigte Medaillen im Bronzeguss. Vor allem war sie für ihre Reliefs und Münzentwürfe bekannt.
1948 gewann Loekie Metz einen Wettbewerb für Medailleurinnen der Vereniging voor Penningkunst anlässlich des Regierungsjubiläums von Königin Wilhelmina. Für die Skulpturengruppe Joods monument erhielt sie auf dem Pariser Salon 1968 eine Silbermedaille. 1972 gewann sie in Pennsylvania eine Medaille der Société de la Sculpture de la Médaille mit dem Entwurf „Boat against de Waves“, eine Silbermünze mit ihrem Selbstporträt. Auf den Ausstellungen der Fédération Internationale de la Medaille FIDEM erhielt sie für ihre Medaillen und Münzen viel Lob.
Loekie Metz wurde 1969 Mitglied der Künstlervereinigung A.K.G. De Ploegh Amersfoort, 1975 im Nederlandse Kring van Beeldhouwers und 1991 im Culturele Raad Zuid-Holland in Den Haag. Zdem war sie Mitglied der französischen Union des Arts plastiques et appliqués und wurde  1970 vom Salon des Artistes Français zur „sociétaire“ ernannt. Weiterhin gehörte sie der Vereniging voor Penningkunst, der Beroepsvereniging Beeldende Kunstenaars und der Vereniging Nederland-Israël an.

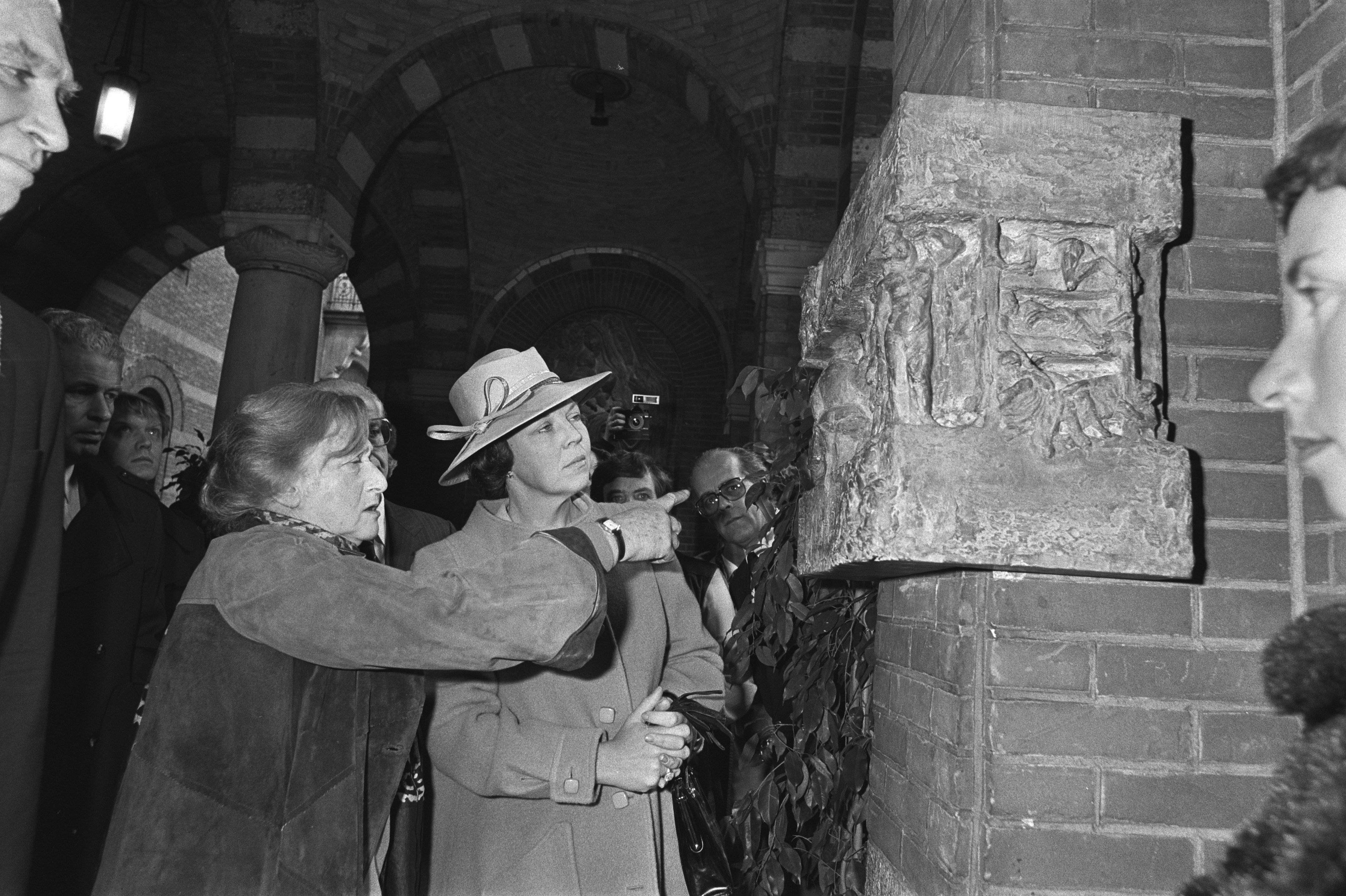
Enthüllung des Joods Monument, 1981

Loekie Metz beteiligte sich an Ausstellungen und nahm Aufträge an, unter anderem 1948 zusammen mit Jan van Luyn, Pieter d'Hont und Joop Heekman für ein großes Denkmal anlässlich des 1900-jährigen Jubiläums der Stadt Utrecht. Mitte der 1950er Jahre fertigte sie mehrere Münzen für die Rotterdamse Kunststichting (Kunststiftung Rotterdam) und führte in den 1960er Jahren Aufträge der Gemeinde Rotterdam für Skulpturen im öffentlichen Raum aus. 1967 schuf sie eine Skulpturengruppe für eine Außenwand der Synagoge Lew Jom am A.B.N. Davidsplein. Weil der Synagogenvorstand Einwände gegen die „Grabbilder“ erhob, wurde das Werk entfernt und erst nach jahrelangen Rechtsstreitigkeiten in veränderter Form im Rathausgarten am 27. Oktober 1981 von Königin Beatrix wieder enthüllt. Die Stadt Amersfoort beauftragte Loekie Metz mit zwei Statuen. Gelegentlich schuf sie freie Skulpturen, wie etwa 1982 eine große Büste von Königin Beatrix, die sie an die Provinz Südholland verkaufen konnte. Ebenfalls 1982 entwarf sie im Auftrag das königliche Siegel. Für einen Platz in Rotterdam schuf sie 1992 in Bronze die Wasserskulptur Drie schildpadden, die drei stilisierte einander zugewandte aufrecht stehende Schildkröten zeigt.
Werke (Auswahl):
- 1956: Sarah Bernhardt. Gegossene Bronze, Het Koninklijk Penningkabinet[4]
- 1959: Meeuw. Amsterdamseweg, Amersfoort
- 1960: Indiaan met vlieger. Fassadenrelief, Posweg 3, Rotterdam[7]
- 1961: Geloof en Vrijheid. Fassadenrelief, 1e Pijnackerstraat 104, Rotterdam (2022 gestohlen)[8]
- 1962: Meisje met hoepels. Joost Banckertsplaats, Rotterdam (2009 gestohlen)[9]
- 1962: Een oudt liedeken. Bronzestatue, Mozartlaan 79, Rotterdam[10]
- 1965/66: Provinciaaltjes. Plein 1953, Charlois, Rotterdam
- 1967: Joods monument. mehrteilige Arbeit, Stadhuis Rotterdam
- 1977: ohne Titel. Fassadenrelief, Oude Noorden/Zomerhofstraat 90, Rotterdam
- 1981: ohne Titel. Bronzeskulptur, P.C. Hooftplein 15, Rotterdam Spangen[11]
- 1982: Büste von Königin Beatrix
- 1992: Drie schildpadden. Louis Bouwmeesterhof, Rotterdam
- silbernes Armband mit fünf Gliedern, jeweils mit einer eingeprägten Figur, Rijksmuseum Amsterdam[3]

Im öffentlichen Raum befinden sich Werke von Loekie Metz hauptsächlich in Amersfoort, Rotterdam und Zandvoort. Arbeiten von ihr sind in den Sammlungen des Rijksmuseum Amsterdam, der Nationale Numismatische Collectie (NNC) in Amsterdam, der Monnaie de Paris, im Centraal Museum Utrecht und dem Museum Boijmans Van Beuningen.

Joods monument, Stadhuis Rotterdam
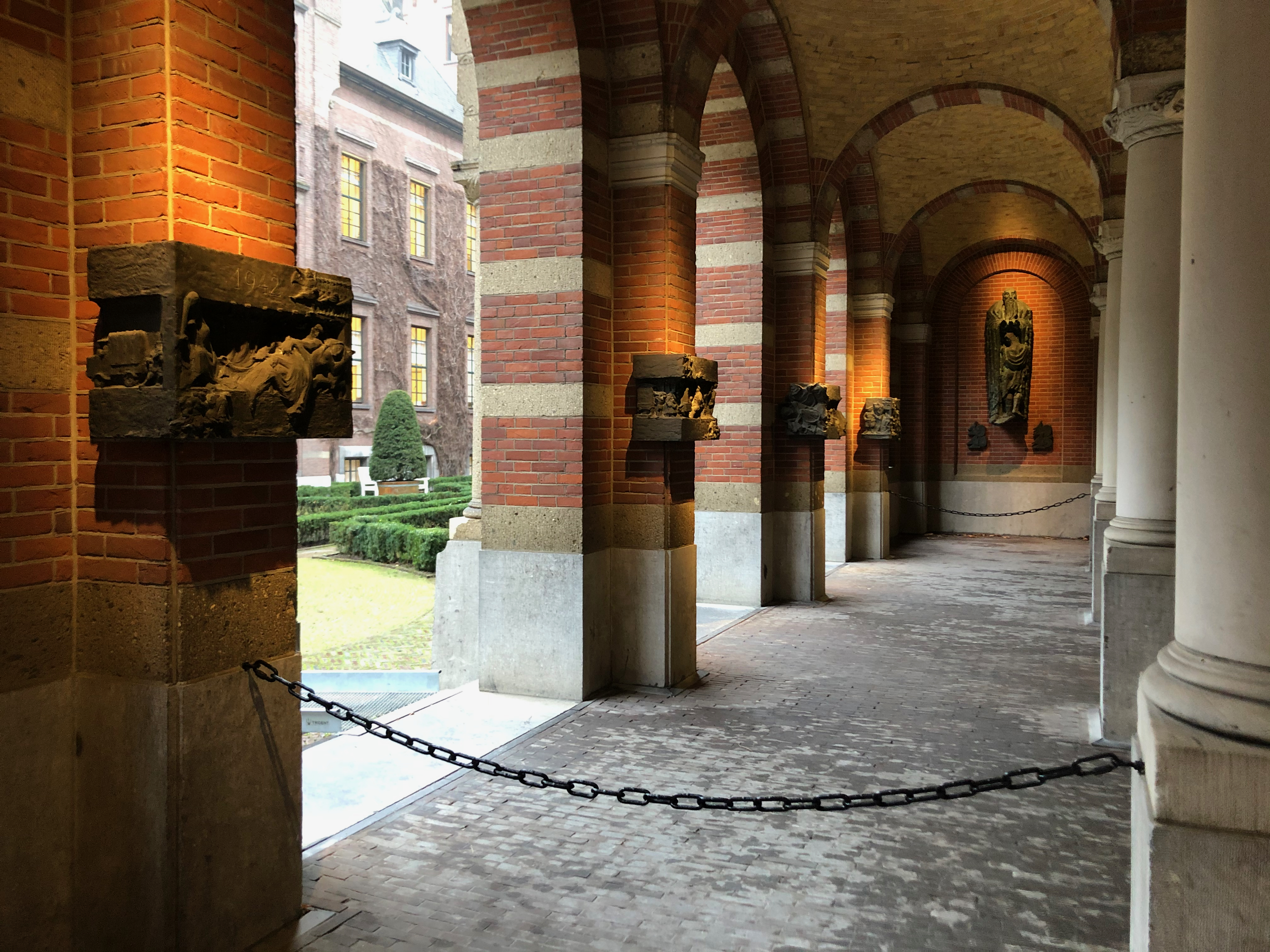
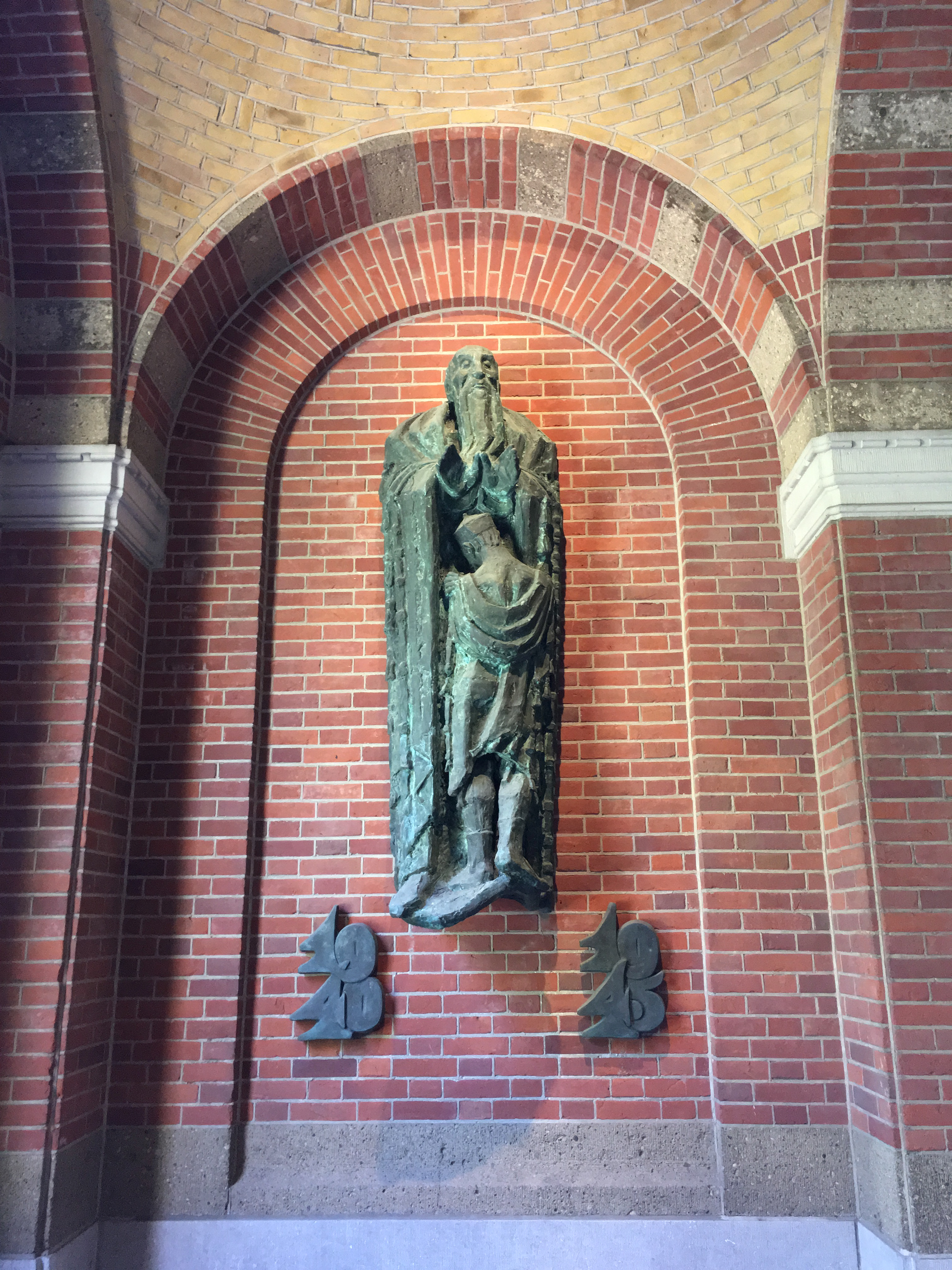
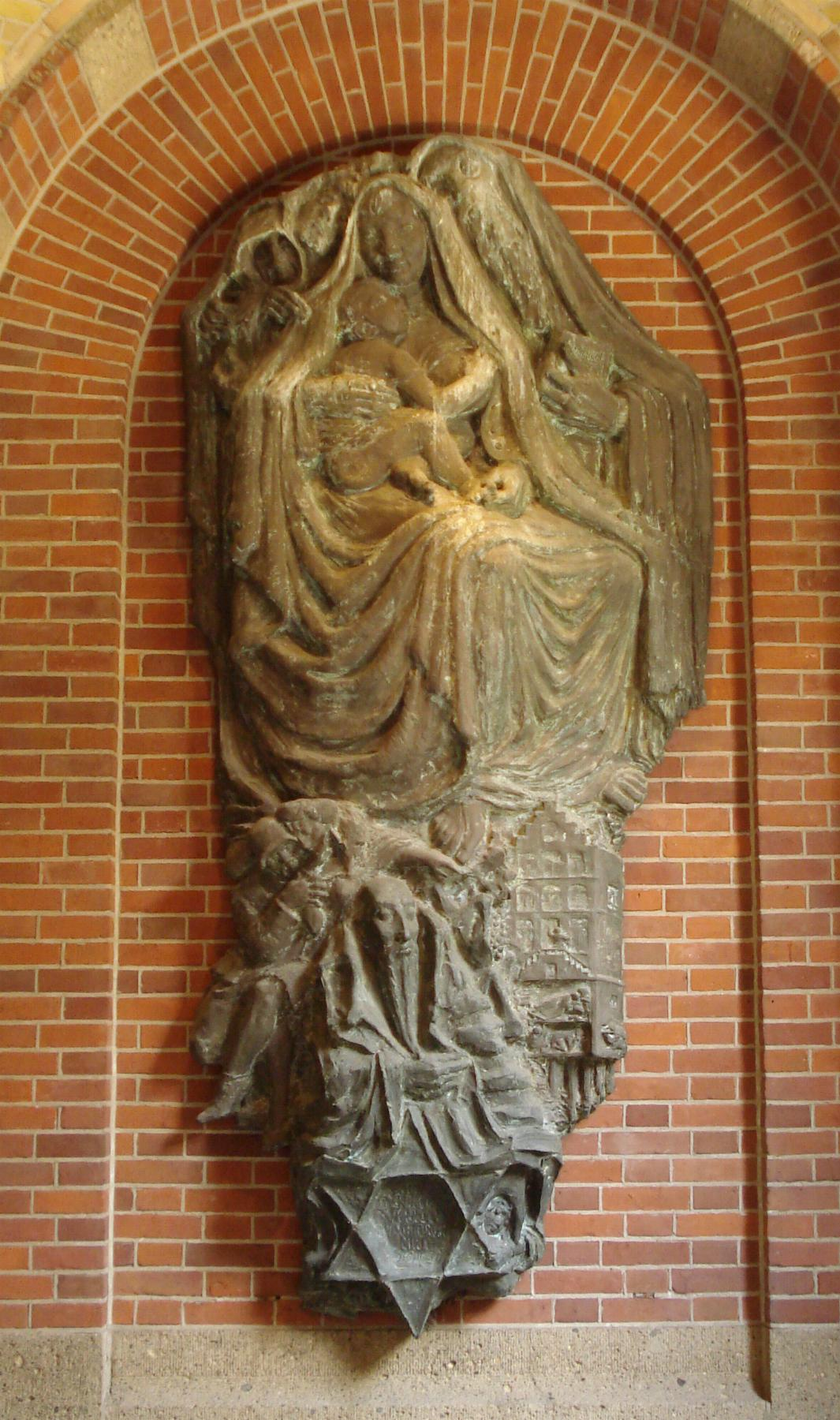
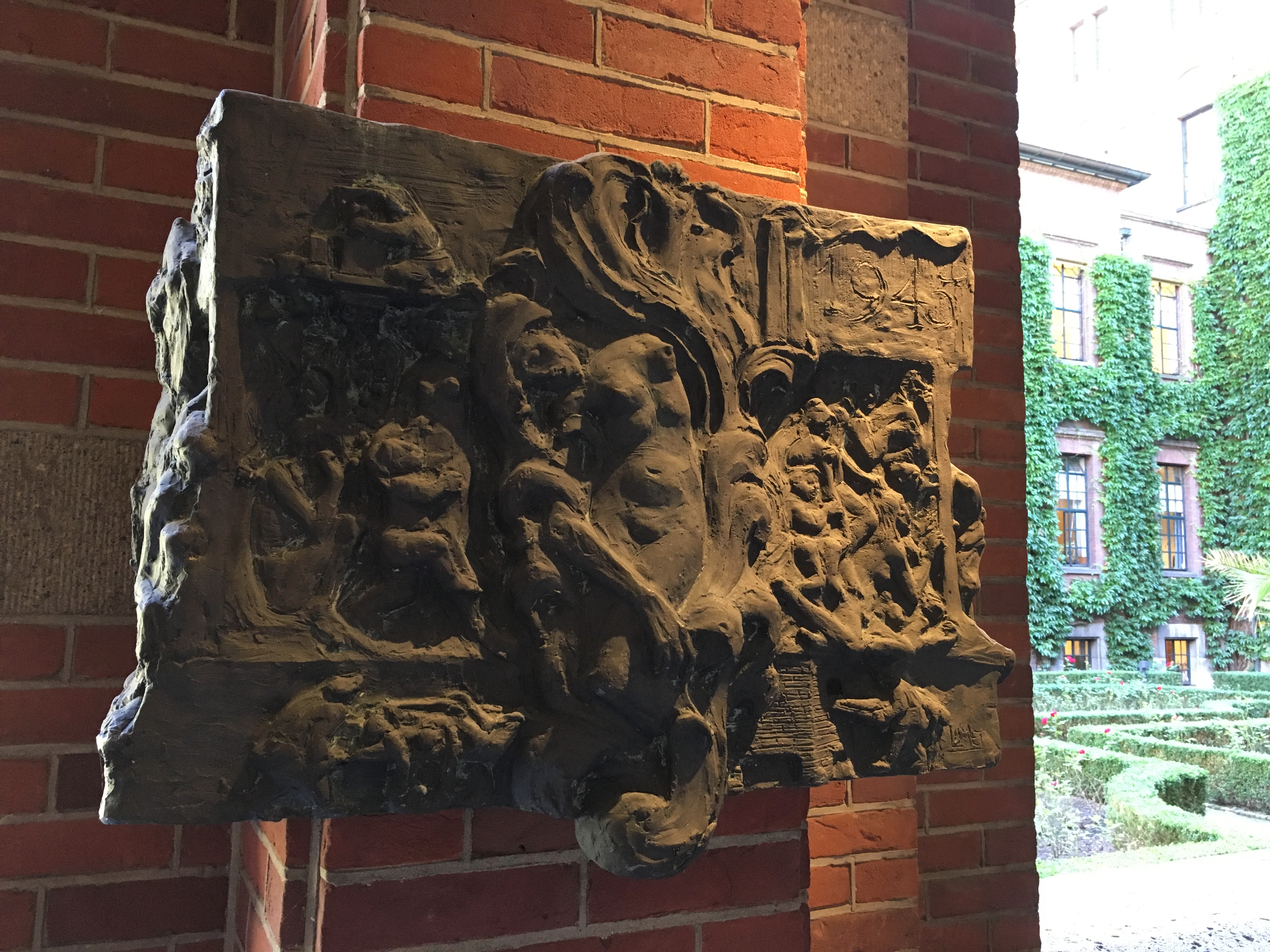
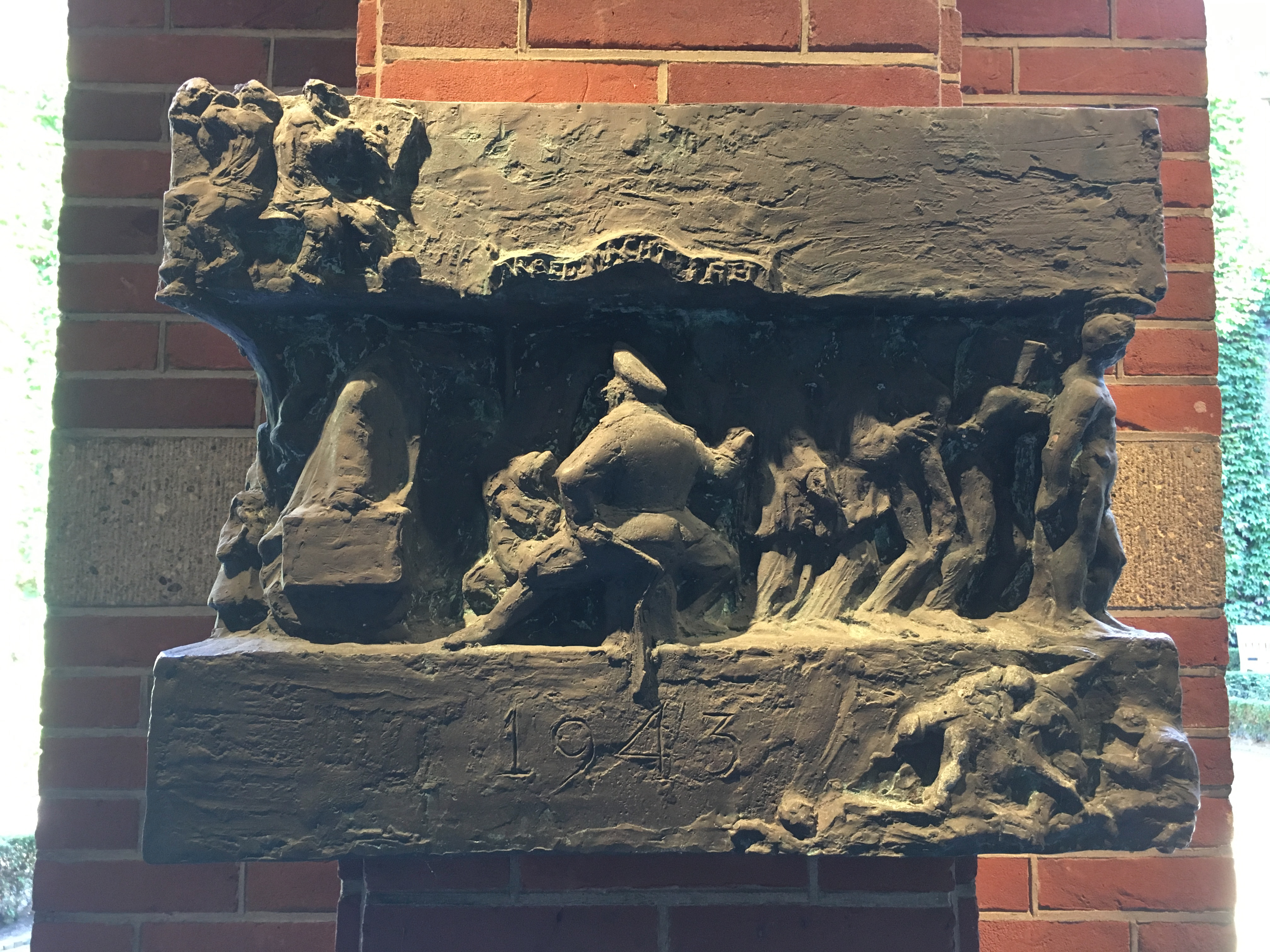

Werke im öffentlichen Raum
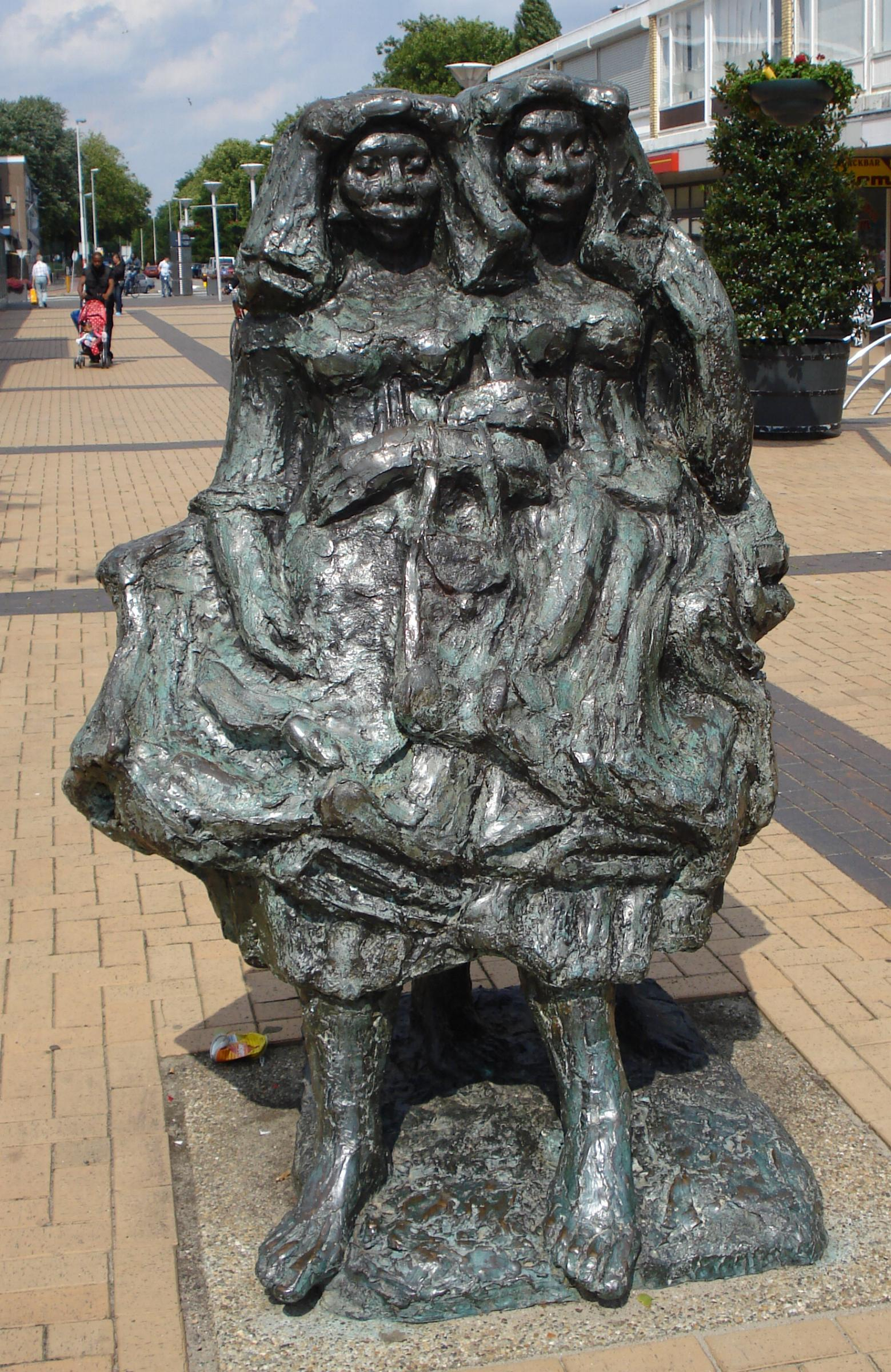
Provinciaaltjes
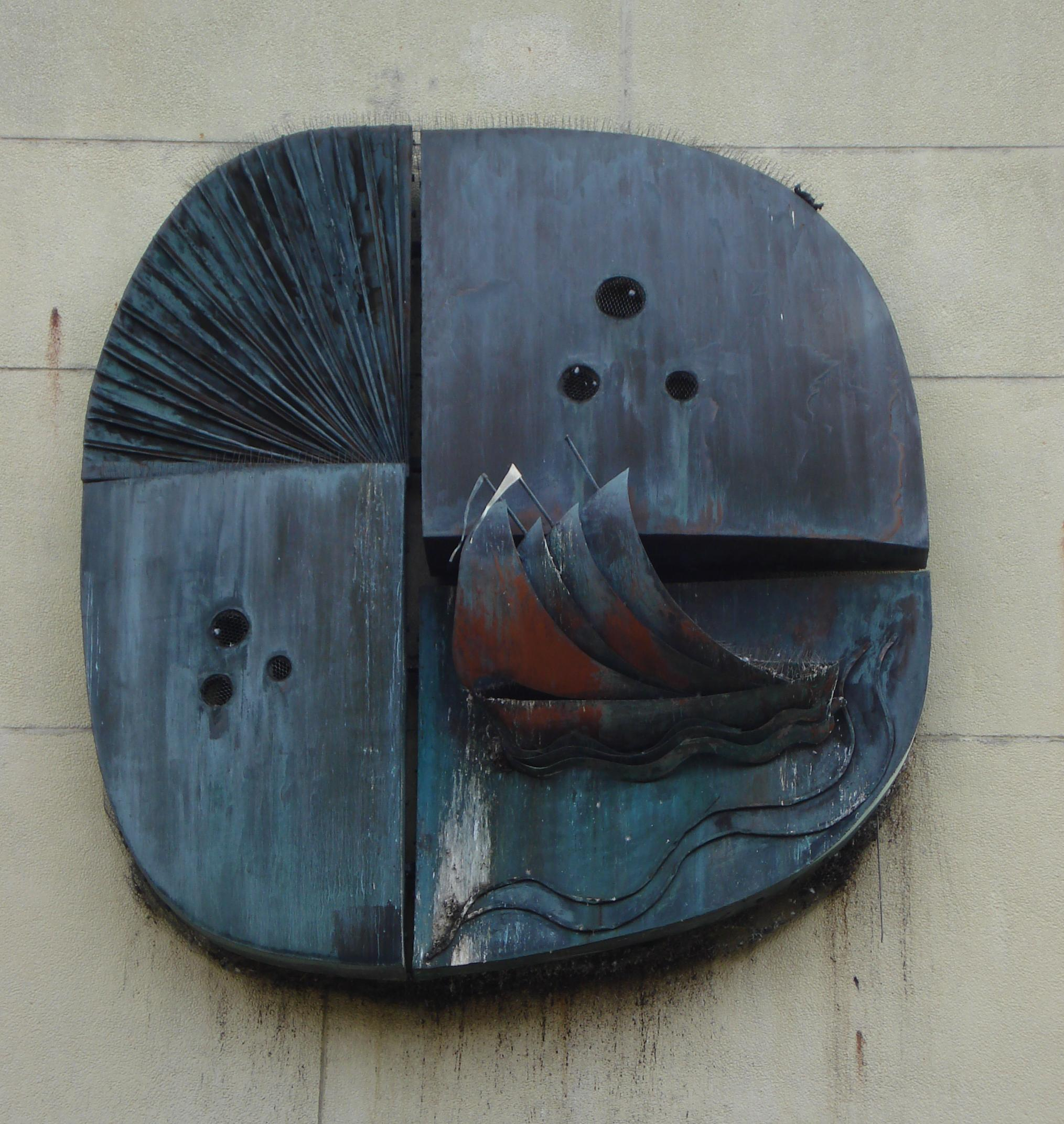
Relief ohne Titel, Zomerhofstraat, Rotterdam
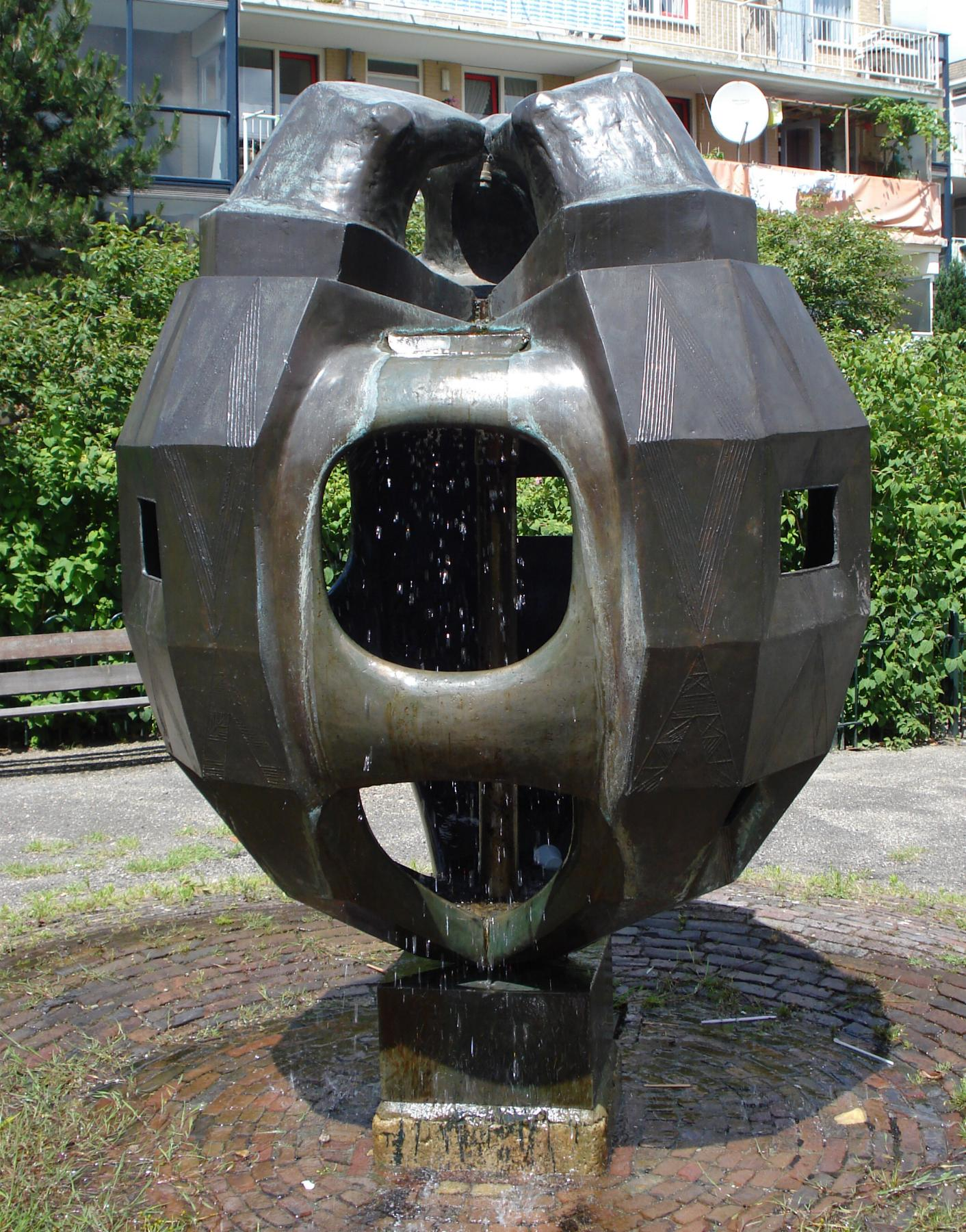
Drie schildpadden
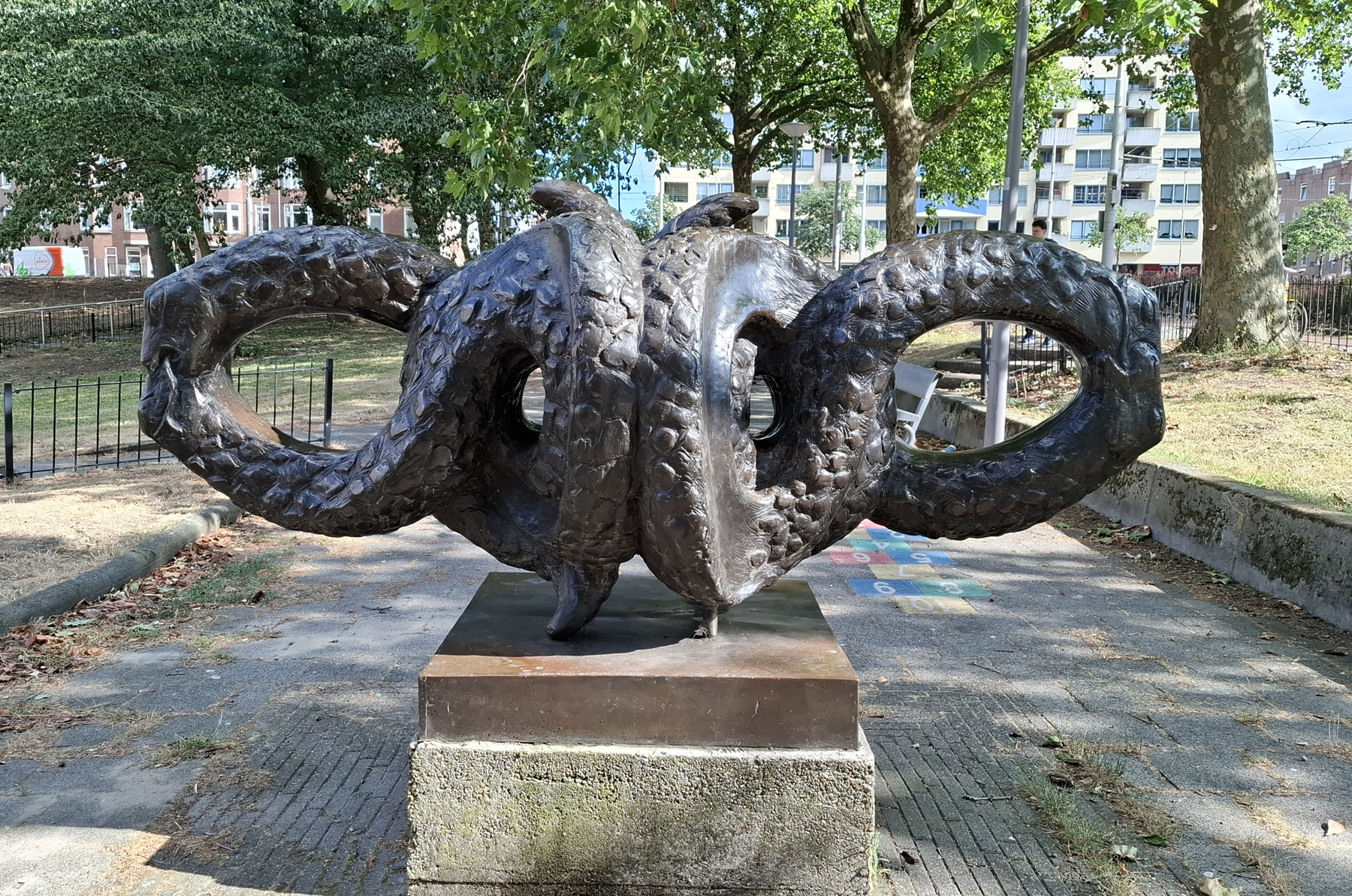
ohne Titel, Spangen, Rotterdam
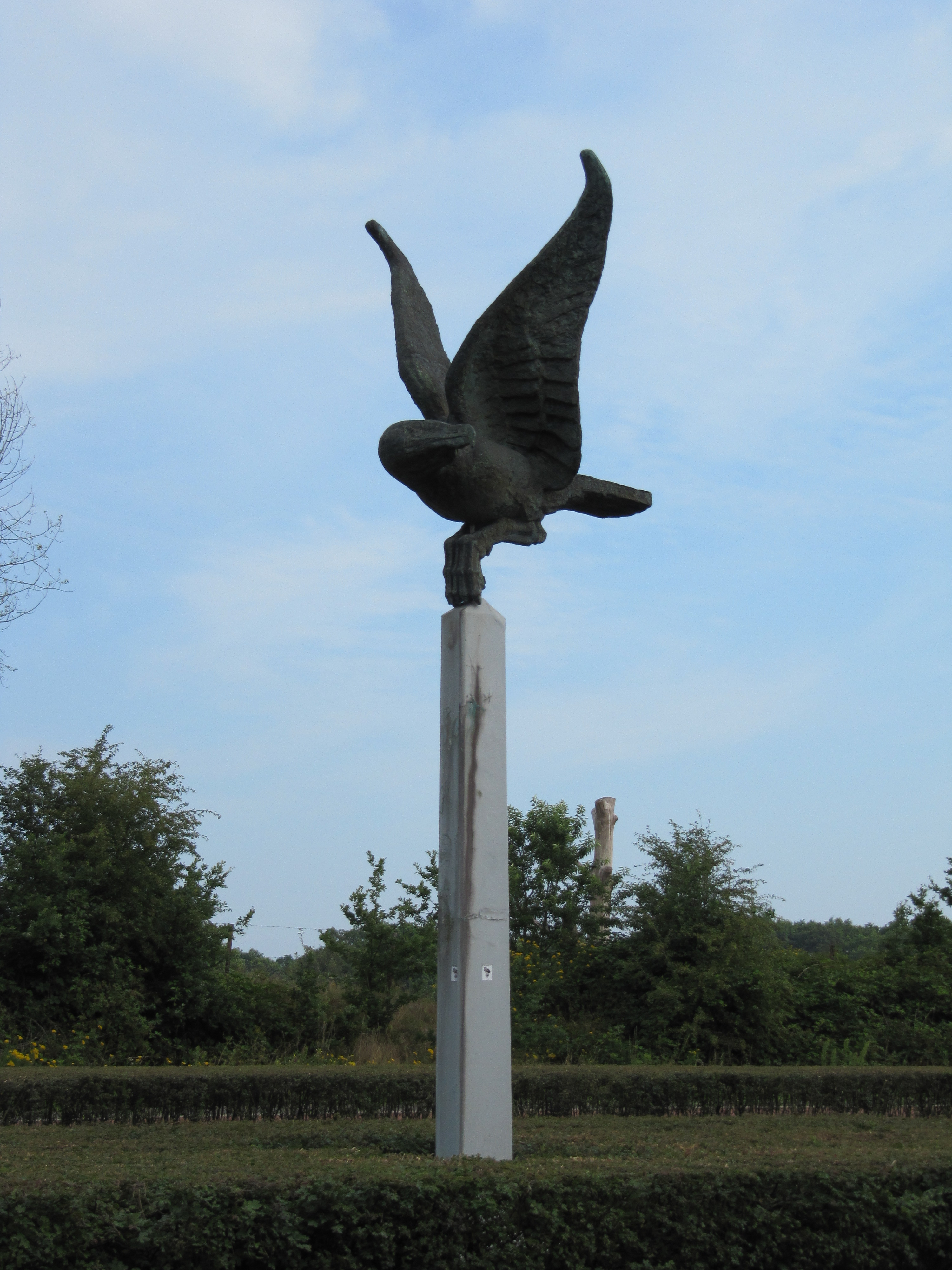
Meeuw
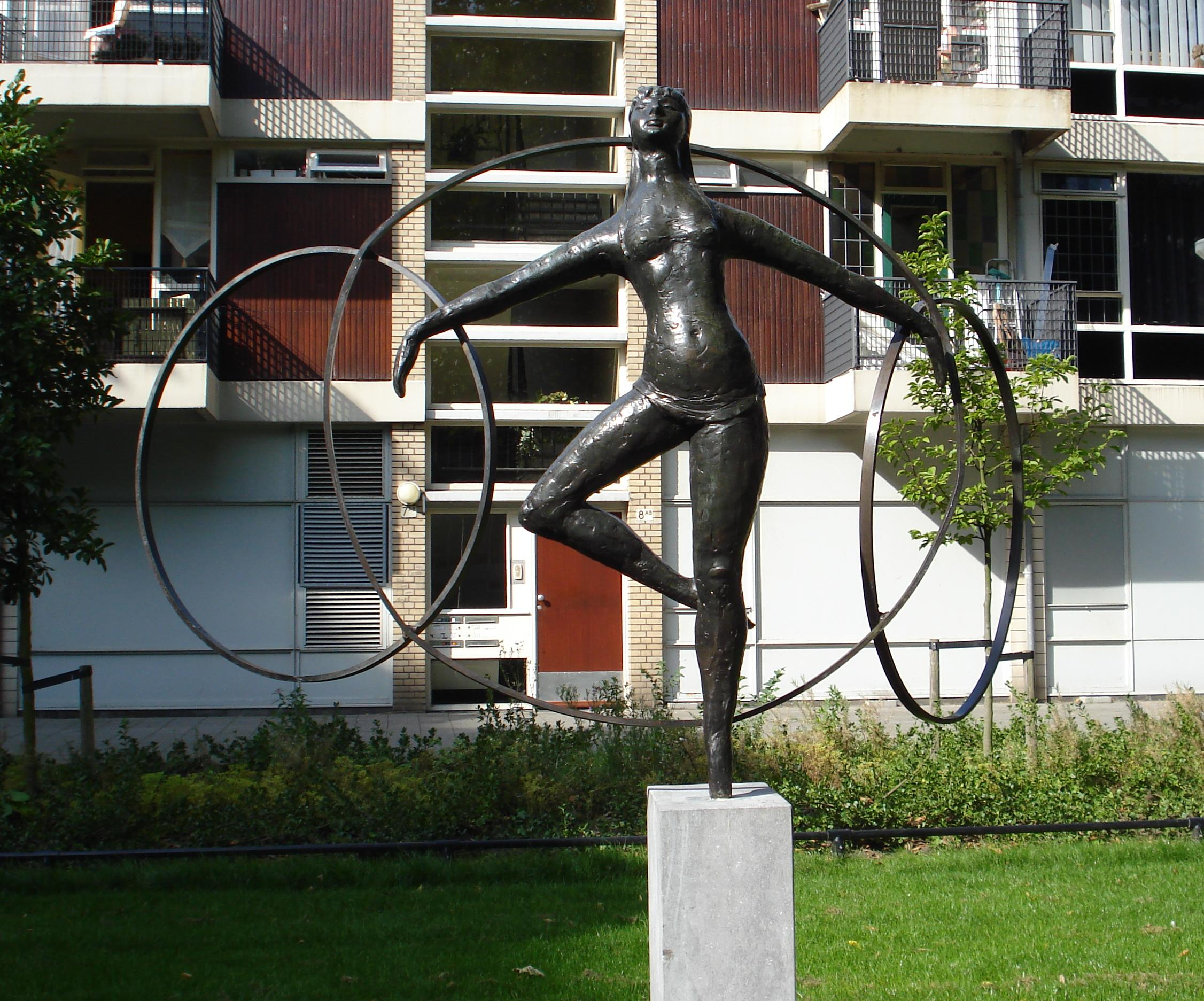
Meisje met hoepels

## Ausstellungen (Auswahl)
- 1946: Prijsvraag Renesse, tentoonstelling van ontwerpen voor monumenten. Wettbewerb des Nederlandsche Kring van Beeldhouwers für ein Kriegerdenkmal in Renesse mit Ausstellung im Stedelijk Museum Amsterdam[3]
- 1949: Europese beeldhouwkunst in de open lucht. Stichting Sonsbeek '49, Park Sonsbeek, Arnhem
- 1951: Nederlandse Beeldhouwkunst. Kunstmuseum Den Haag
- 1952: Nederlandse beeldhouwers. Sculpteurs néerlandais. Palais des Beaux-Arts de Bruxelles
- 1952: Sonsbeek '52. Stichting Sonsbeek '49, Park Sonsbeek, Arnhem
- 1957: Centraal Museum Utrecht
- 1963: Beeldhouwkunst 1813-1963 in Nederland. Museum Arnhem
- 1975: 100 vrouwen in galerie d'eendt. Galerie d'Eendt, Amsterdam
- 1976: Brons, Hout en Steen. Schloss Zeist
- 1995: 18 vrouwelijke medailleurs. Galerie Imago, Nieuwezijds Voorburgwal 371, Amsterdam[4]